# Apamea illustra
Apamea illustra là một loài bướm đêm trong họ Noctuidae.